# Kelvin Ransey
Kelvin Ransey (ur. 3 maja 1958 w Toledo) – amerykański koszykarz, występujący na pozycji rozgrywającego.
Jako debiutant notował średnio 15,2 punktu, 6,9 asysty, 2,4 zbiórki oraz 1,1 przechwytu co zapewniło mu miejsce w składzie najlepszych debiutantów ligi. Zajął też drugie miejsce w głosowaniu na debiutanta roku.

## Osiągnięcia
NCAA
- Zaliczony do II składu All-American (1979 przez Converse, United Press International, 1980)[2][3]

NBA
- Zaliczony do I składu debiutantów NBA (1981)[4]
- Zawodnik miesiąca (marzec 1981)[3]